# Shanksville
Shanksville és un poble al comtat de Somerset (Pennsilvània), als Estats Units, amb una població de 245 habitants, segons el cens del 2000. Forma part de l'àrea metropolitana de Johnstown, Pennsilvània. Shanksville captà l'atenció internacional durant els atacs terroristes de l'11 de setembre de 2001, a causa de l'estavellament als seus afores del vol 93 de United Airlines.